# Бидер, Ойген
Ойген Бидер (нем. Eugen Bieder; 23 января 1897, Гамбург — 10 апреля 1952, Гамбург) — немецкий музыкальный педагог.
В 1923 году защитил в Берлинском университете диссертацию, посвящённую учению Фридриха Вильгельма Марпурга о гармонии и контрапункте (нем. Ueber Friedrich Wilhelm Marpurgs System der Harmonie, des Contrapuncts und der Temperatur). В 1933 г. вступил в НСДАП, членский билет 2.579.905. В том же году назначен советником по музыкальному образованию в министерстве науки и образования Пруссии и занял должность профессора в Высшей школе музыки. В 1934—1944 гг. директор Государственной высшей школы музыкального образования и церковной музыки. Одновременно с 1934 г. редактировал ежемесячный журнал «Народное музыкальное образование» (нем. Völkische Musikerziehung). На обоих постах занимался реорганизацией музыкального образования в целях нацистской государственной пропаганды; в 1935 г. открыл в возглавляемом им учебном заведении образовательное направление «Музыкальная работа с молодёжью в Гитлерюгенде».
После Второй мировой войны преподавал в Гамбургской высшей школе музыки, заведовал музыкально-теоретическим отделением. Поддерживал идею пригласить Пауля Хиндемита на должность руководителя школы.